# The Satyr's Play / Cerberus
The Satyr's Play / Cerberus je studiové album Johna Zorna, vydané v dubnu 2011 prostřednictvím vydavatelství Tzadik Records.

## Seznam skladeb
Autorem všech skladeb je John Zorn.
| Pořadí         | Název                                                                                       | Délka                                         |
| -------------- | ------------------------------------------------------------------------------------------- | --------------------------------------------- |
| 1.             | The Satyr's Play“ „Ode I“ „Ode II“ „Ode III“ „Ode IV“ „Ode V“ „Ode VI“ „Ode VII“ „Ode VIII“ | 26:33 3:48 3:39 2:54 3:50 2:35 4:33 3:36 1:39 |
| 2.             | Cerberus                                                                                    | 10:34                                         |
| Celková délka: | Celková délka:                                                                              | 37:07                                         |

## Obsazení
- Cyro Baptista – perkuse
- Kenny Wollesen – perkuse[4]
- Peter Evans – trubka
- David Taylor – baspozoun
- Marcus Rojas – tuba